# Chamaeza turdina
A Chamaeza turdina a madarak osztályának verébalakúak (Passeriformes) rendjébe és a földihangyászfélék (Formicariidae) családjába tartozó faj.

## Rendszerezése
A fajt Jean Cabanis és Ferdinand Heine amerikai ornitológus írta le 1893-ban, a Chamoezosa nembe Chamoezosa turdina néven.

## Alfajai
- Chamaeza turdina chionogaster Hellmayr, 1906
- Chamaeza turdina turdina Cabanis & Heine, 1859[2]

## Előfordulása
Kolumbia és Venezuela területén honos. Természetes élőhelyei a szubtrópusi vagy trópusi hegyi esőerdők. Állandó, nem vonuló faj.

## Megjelenése
Testhossza 20 centiméter.

## Természetvédelmi helyzete
Az elterjedési területe elég kicsi, egyedszáma viszont stabil. A Természetvédelmi Világszövetség Vörös listáján nem fenyegetett fajként szerepel.